# Moukhor-Tarkhata
Moukhor-Tarkhata (en altaï méridional : Мукур-Тархаты, en russe : Мухор-Тархата́) est un village du raïon de Koch-Agatch dans la république de l'Altaï en Russie. Il forme entièrement l'établissement rural de Moukhor-Tarkhata. Sa population s'élevait à 833 habitants au recensement de 2021.

## Géographie
Le village de Moukhor-Tarkhata se situe dans la république de l'Altaï, une république de Sibérie méridionale, en Russie. Il fait partie du district fédéral sibérien, et le village se trouve à 280 km au sud-est de Gorno-Altaïsk, la capitale de la république et à 680 km au sud-est de Novossibirsk, la capitale du district. Le village fait partie du raïon de Koch-Agatch, le plus méridional des raïons de la république, qui compte 16, localités avec Koch-Agatch comme centre administratif, à 10 km à l'ouest.
Moukhor-Tarkhata, comme toute la république de l'Altaï, est située dans le fuseau horaire MSK+4 (heure de Krasnoïarsk). Le décalage horaire appliqué par rapport au temps universel coordonné est +07:00.

## Histoire
Le village a été fondé en 1826.

## Démographie
Recensements (*) et estimations de la population,,:
| 2002* | 2010* | 2012 | 2013 |
| ----- | ----- | ---- | ---- |
| 1 157 | 910   | 868  | 829  |

| 2014 | 2015 | 2016 | 2021* |
| ---- | ---- | ---- | ----- |
| 840  | 816  | 807  | 833   |

En 2002, sur les 1 157 habitants, il y avait 85 % d'Altaïens.

## Galerie

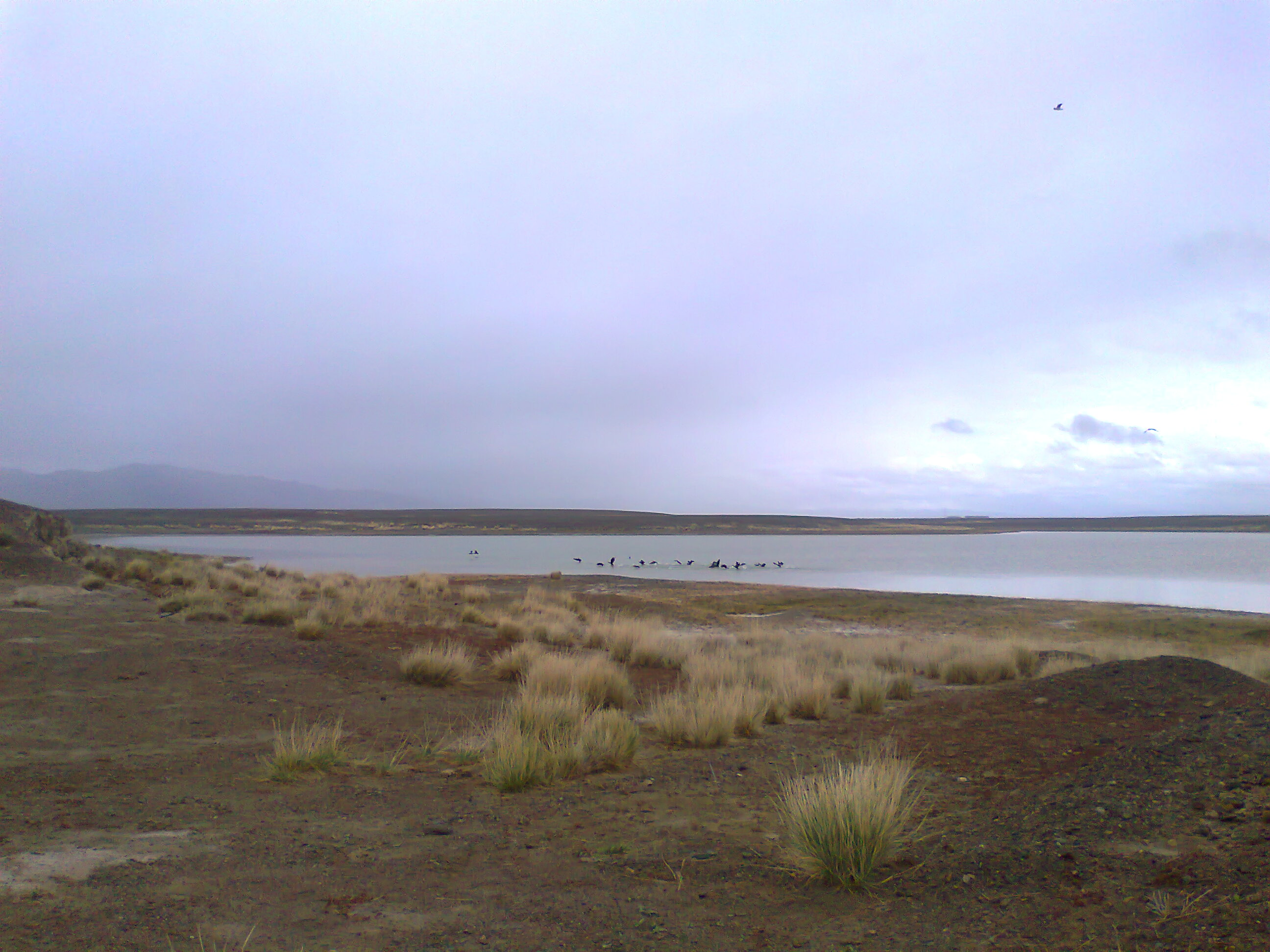
Un étang.
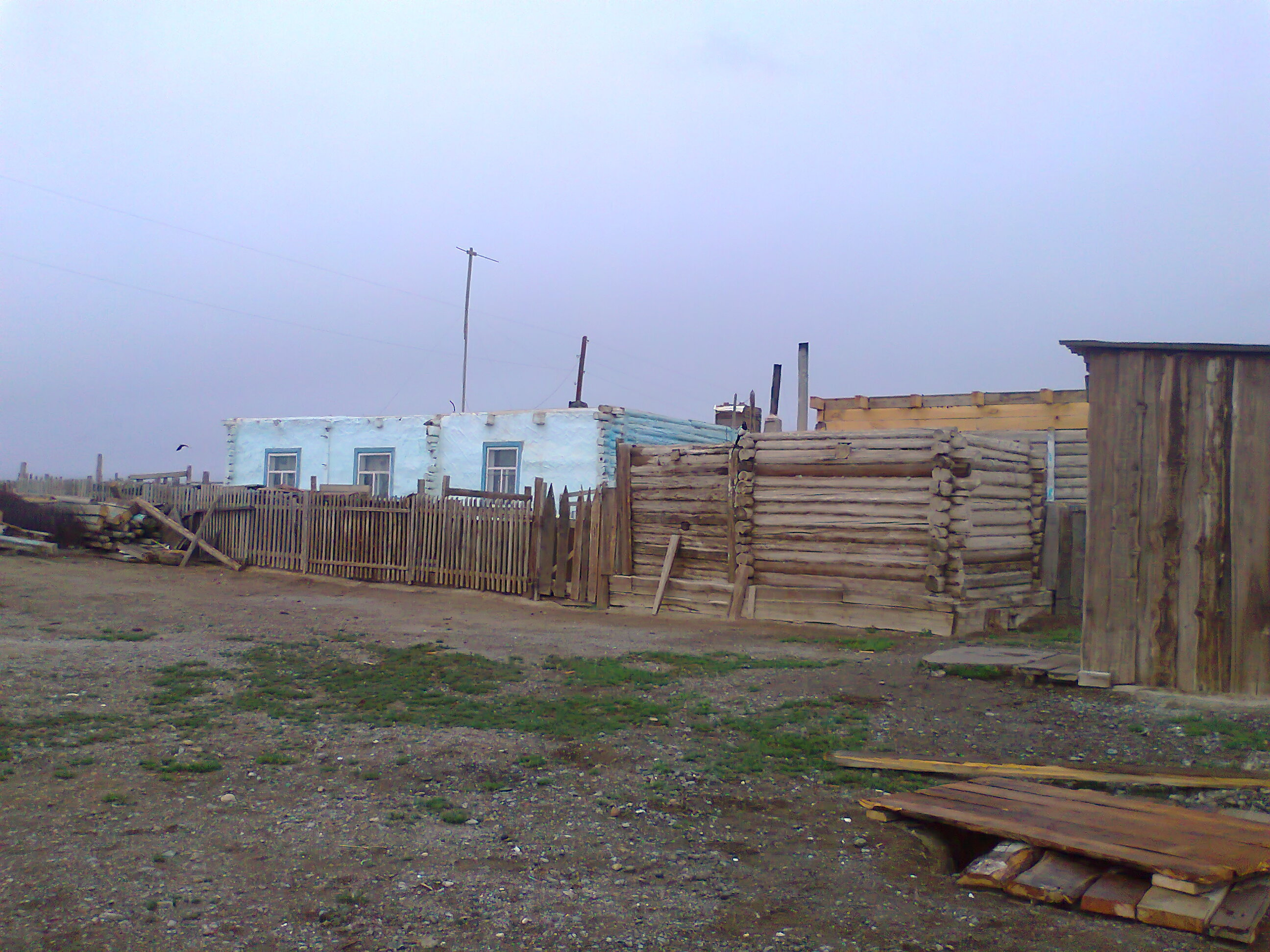
Des maisons.
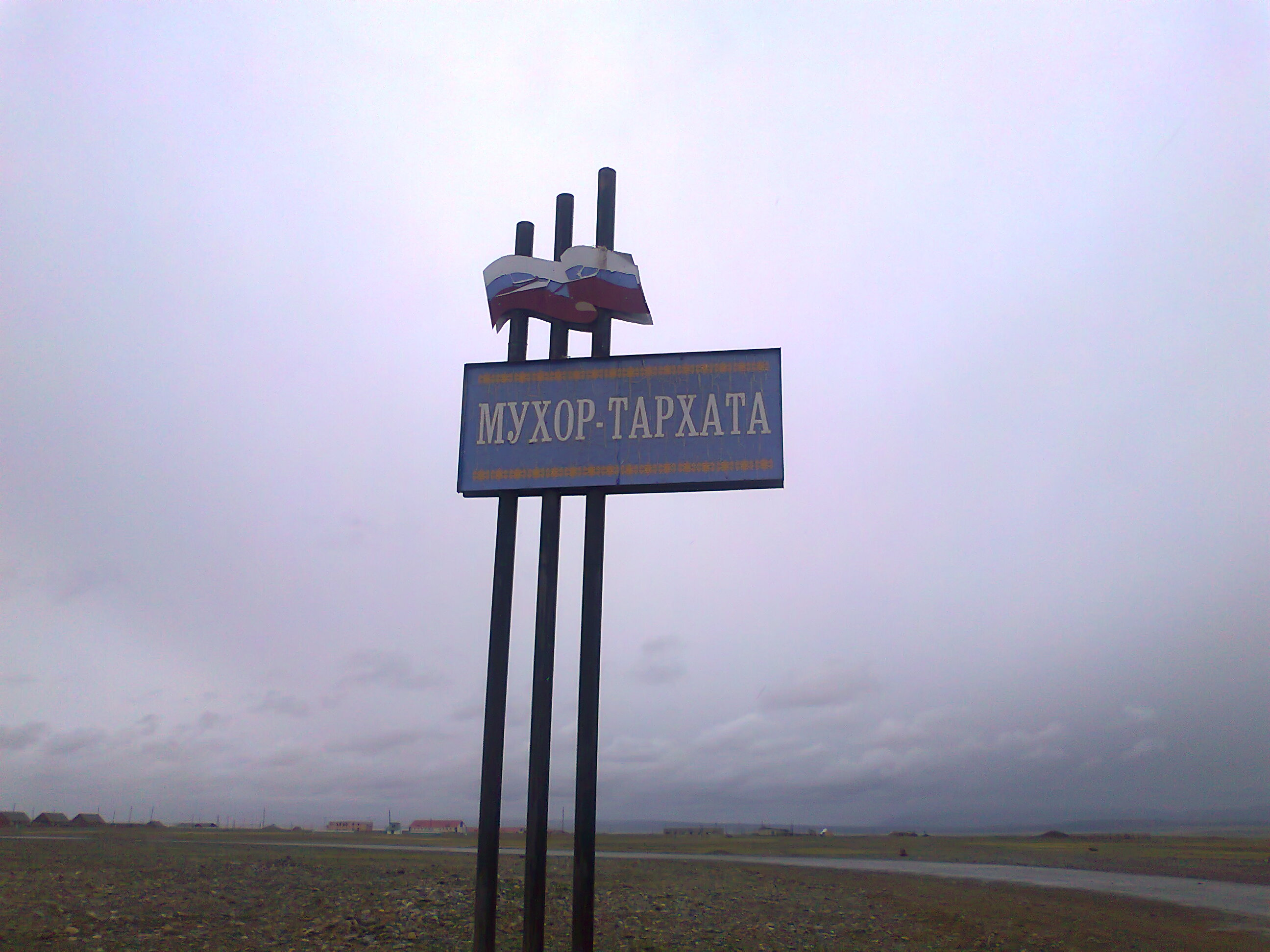
Panneau d'entrée.